# 戸﨑悠斗
戸﨑 悠斗（とさき ゆうと）は、NHKのアナウンサー。東京都出身。

## 経歴
法政大学人間環境学部卒業後、2024年、NHKに入局。

## 人物
- 大学の卒業式では同期入局の田口詩織とともに司会を担当した[1][2]。

## 担当番組

### 山形放送局時代（2024年6月 - ）
- どーも、NHK（2024年5月26日、新人お披露目）[3]
- 山形県のニュース・中継
- やまホリ（2024年6月29日）
- NHKニュースおはよう日本（2025年6月６日、寒河江市さくらんぼ農園から中継）[4]
- 高校野球 実況（2025年7月24日）優勝インタビュー（2025年7月26日）